# 森永スパーク・ショー
『森永スパーク・ショー』（もりながスパーク・ショー）は、1962年4月15日から1963年9月29日までフジテレビ系列局で放送されていたフジテレビ製作の音楽バラエティ番組である。森永製菓の一社提供。放送時間は毎週日曜 12:30 - 13:00 （日本標準時）。

## 概要
この番組は、当初はロカビリー界の新星・藤木孝の若さと個性を売りにしていた。しかし、藤木は放送期間中に渡辺プロダクションを退社して歌手活動も引退し、同じ事務所に所属する中尾ミエたちによって結成されたスパーク3人娘（ナベプロ3人娘）が人気を上げていく結果となった。放送期間中には、3人娘を主役にしたフジテレビのドラマ『レッツ・ゴー三人娘』や東宝映画『ハイハイ3人娘』も放送・公開されるなど、彼女たちは芸能界を賑わせる存在となっていった。
番組の収録は、東京都千代田区大手町のサンケイ国際ホールで行われていた。
番組タイトルの「スパーク」は、スポンサーの森永製菓から発売されていたガラナ入りの炭酸飲料「スパークコーラ」に由来する（関連製品として「スパークガム」なども発売された）。

## 出演者
- 藤木孝
- 豊原ミツ子（当時フジテレビアナウンサー）
- 中尾ミエ
- 伊東ゆかり
- 沢リリ子 - スパーク3人娘初期のメンバー。後に園と交代。
- 園まり
- ジャニーズ（あおい輝彦など） - 出演開始当初はバックダンサーで声だしは無かった。
- ほか

## 備考
- 映画『ハイハイ3人娘』の劇中、中尾が見ているテレビに本番組の映像が出るが、この映像は映画用に撮り直した新録映像である。また、この作品でも森永製菓によるタイアップが行われていた[2]。